# Ткачев
Ткачев (пол. Tkaczew) — село в Польщі, у гміні Озоркув Зґерського повіту Лодзинського воєводства.